# Giuseppe Chelo
Giuseppe Chelo (Sassari, 1938 – Sassari, ottobre 2007) è stato un cantante italiano, originario della Frazione San Lorenzo (Osilo) è stato un esponente del canto sardo a chitarra, della seconda generazione.
Giuseppe Chelo esordisce all'età di 20 anni a Cargeghe dove cantò con il collega Ciccheddu Mannoni, con alla chitarra Adolfo Merella. 
Fra le sue numerosissime esibizioni le più memorabili sono quelle con Tonino Canu, infatti con quest'ultimo e con l'aggiunta del chitarrista Pietro Fara costituirono il Terzetto Sardo e realizzarono diverse incisioni discografiche la RCA italiana, a Roma. 
In seguito, insieme al chitarrista Pietro Fara ed al fisarmonicista Peppino Pippia, aveva inciso alcuni brani su 45 giri.
Nel 1976 insieme al collega cantante Mario Firinaiu, al chitarrista Aldo Cabizza e al fisarmonicista Peppino Pippia realizza un LP, prodotto dalla UP di Roma, intitolato “La nuova compagnia della canzone sarda”.

## Discografia
- La nuova compagnia della canzone sarda, Up, Roma 1976
- Canzoni tra i nuraghi, Chelo - Fara - Pippia,  AEDO, Cagliari, (anni 1990)
- Cantos tradizionales sardos, con Antonio Marongiu e Peppino Pippia, Solinas, Nuoro.